# Происшествие с DC-10 над Нью-Мексико
Происшествие с DC-10 над Сокорро — авиационное происшествие, произошедшее в субботу 3 ноября 1973 года. Авиалайнер McDonnell Douglas DC-10-10 авиакомпании National Airlines выполнял плановый внутренний рейс NA27 по маршруту Майами—Новый Орлеан—Хьюстон—Лас-Вегас—Сан-Франциско, но через 2 часа после вылета из Хьюстона во время пролёта над Сокорро у него отказал и разрушился двигатель №3 (правый); его осколки сильно повредили фюзеляж, правое крыло и оба остальных двигателя самолёта, что привело к разгерметизации, отказу ряда систем управления и гибели 1 пассажира (его выбросило через образовавшуюся в фюзеляже дыру). Экипаж успешно посадил повреждённый лайнер в аэропорту Альбукерке. Из находившихся на его борту 128 человек (116 пассажиров и 12 членов экипажа) погиб 1, ещё 24 получили ранения различной степени тяжести.

## Самолёт
McDonnell Douglas DC-10-10 (регистрационный номер N60NA, заводской 46700, серийный 014) был выпущен в 1971 году (первый полёт совершил 28 июля). 1 ноября того же года был передан авиакомпании National Airlines, в которой получил имя Barbara. Оснащён тремя турбовентиляторными двигателями General Electric CF6-6D. На день происшествия налетал 5954 часа.

## Экипаж
Самолётом управлял опытный экипаж, его состав был таким:
- Командир воздушного судна (КВС) — 54-летний Уильям Р. Брук (англ. William R. Broocke). Очень опытный пилот, в авиакомпании National Airlines проработал 27 лет и 5 месяцев (с мая 1946 года). Управлял самолётами C-46, L-18, Convair CV-340 и -440, DC-6, DC-7, Lockheed L-188 Electra и Boeing 727. В должности командира McDonnell Douglas DC-10 — с 13 мая 1972 года. Налетал 21 853 часа, 801 из них на DC-10.
- Второй пилот — 33-летний Эдвард Х. Сондерс (англ. Edward H. Saunders). Опытный пилот, в авиакомпании National Airlines проработал 8 лет и 2 месяца (с сентября 1965 года). В должности второго пилота McDonnell Douglas DC-10 — с апреля 1973 года. Налетал 7086 часов, 445 из них на DC-10.
- Бортинженер — 55-летний Голден У. Хэнкс (англ. Golden W. Hanks). В авиакомпании National Airlines проработал 23 года и 4 месяца (с июня 1950 года). В должности бортинженера McDonnell Douglas DC-10 — с 28 января 1972 года. Налетал 17 814 часов, 1252 из них на DC-10.

В салоне самолёта работали 9 бортпроводников.

## Хронология событий

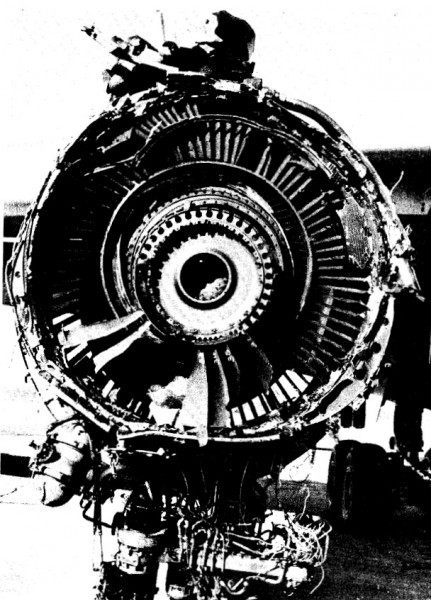
Разрушенный двигатель №3

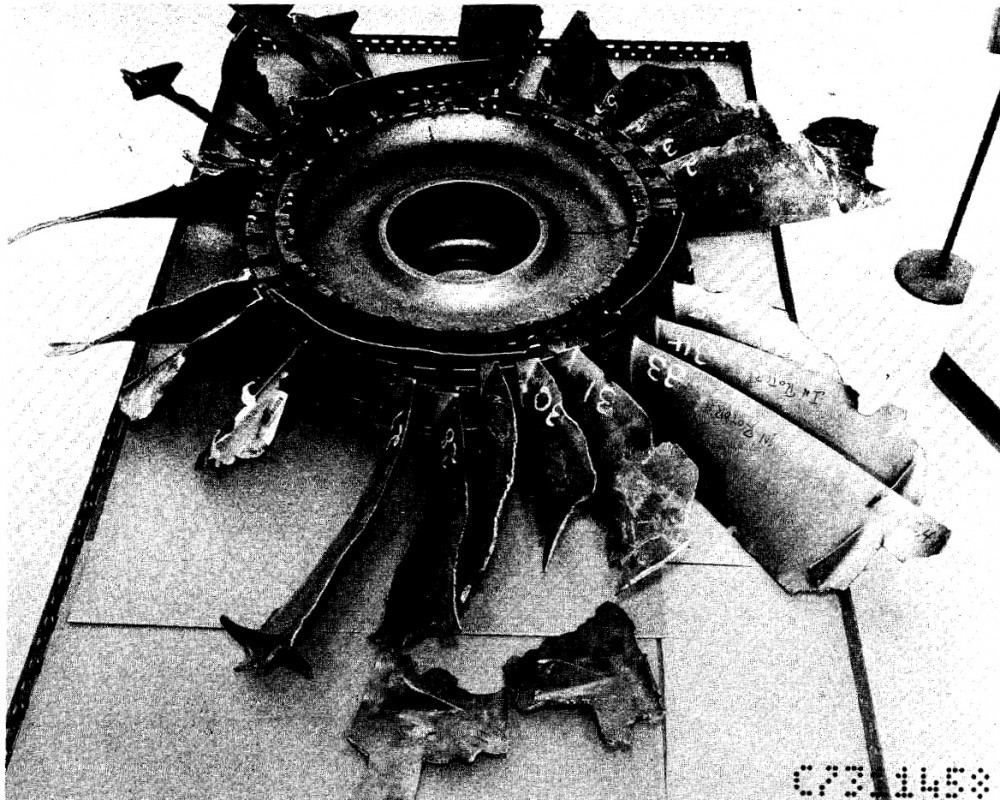
Разрушенный ротор двигателя №3

McDonnell Douglas DC-10-10 борт N60NA выполнял внутренний рейс NA27 из Майами в Сан-Франциско с промежуточными посадками в Новом Орлеане, Хьюстоне и Лас-Вегасе. Первые два отрезка маршрута (Майами—Новый Орлеан и Новый Орлеан—Хьюстон) прошли без происшествий. Рейс 027 вылетел из Хьюстона в 14:40 MST, на его борту находились 12 членов экипажа и 116 пассажиров.
Через 2 часа после взлёта (в 16:40), когда самолёт находился на крейсерском эшелоне FL390 (11 900 метров) в 104 километрах к юго-западу от Альбукерке и пролетал над Сокорро, внезапно разрушился ротор двигателя №3, его осколки пробили фюзеляж, мотогондолы двигателей №1 (левый) и №2 (хвостовой) и правое крыло. Повреждения фюзеляжа привели к разгерметизации салона и отказу некоторых электрических и гидравлических систем.
Пассажир, сидевший на месте 17H, был наполовину выброшен в отверстие в фюзеляже, образовавшееся от осколков ротора, но при этом его продолжал удерживать ремень безопасности. Попытки другого пассажира затащить пассажира обратно в салон не увенчались успехом, и пассажира полностью выбросило в отверстие.
Пилоты начали аварийное снижение. В 16:59 MST, через 19 минут после разрушения ротора, рейс NA27 благополучно приземлился в международном аэропорту Альбукерке. 12 членов экипажа и 115 пассажиров покинули лайнер с помощью надувных трапов, при этом трап на правом крыле с разрушенным двигателем №3 в наполовину выпустившемся положении остался лежать на крыле. 24 человека (4 бортпроводника и 20 пассажиров) получили ранения — удушье дымом, болезни уха и незначительные ссадины. Несмотря на сильные повреждения, самолёт впоследствии был признан подлежащим восстановлению.
Полиция штата Нью-Мексико и местные организации активно искали погибшего пассажира, которого выбросило из самолёта. Был проведён компьютерный анализ возможных траекторий его падения, что помогло сузить круг поиска. Однако поиски не увенчались успехом, и тело пассажира было найдено только в 1975 году, когда на него наткнулась строительная бригада, работавшая на строительной площадке радиотелескопа «Very Large Array». Медицинскому следователю в Альбукерке потребовался ещё 1 год, чтобы идентифицировать тело как погибшего пассажира рейса NA27.

## Расследование
Расследование причин происшествия с рейсом NA27 проводил Национальный совет по безопасности на транспорте (NTSB).
Окончательный отчёт расследования был опубликован 15 января 1975 года.

## Дальнейшая судьба самолёта
После происшествия над Сокорро лайнер McDonnell Douglas DC-10-10 борт N60NA был отремонтирован и продолжил эксплуатироваться авиакомпанией National Airlines, в 1974 году сменив имя на Suzanne. 7 января 1980 года был куплен авиакомпанией Pan American (в ней он получил имя Clipper Meteor). 24 января 1984 года был продан авиакомпании American Airlines и его б/н сменился на N145AA. В июле 1999 года был передан грузовой авиакомпании FedEx, но так и не эксплуатировался ею. В ноябре 2001 года был списан и разделан на металлолом.